# Listă de cântece legate de București
Mai jos este o listă de cântece în care se face referire la orașul București, capitala României. În listă sunt incluse și piese ale căror versuri nu amintesc explicit numele orașului, ci doar fac aluzie la clădiri și instituții, străzi, cartiere, obiective turistice, evenimente istorice, cântece sau alte aspecte emblematice ale sale; acestea vor fi marcate în coloana „referiri”.
Cântecele sunt așezate în ordine alfabetică după titlu. Existența în listă a două cântece cu același nume este posibilă doar dacă cele două sunt compoziții distincte. Eticheta „alt.” în câmpul titlului indică existența unuia sau a mai multor titluri alternative prin care piesa este cunoscută publicului, iar „orig.” marchează titlul originar pentru textele scrise în altă limbă. În coloana „interpreți”, cuvântul „și” plasat între două nume indică o colaborare (adesea, un duet), în vreme ce virgula delimitează interpretări diferite. Lista interpretărilor este selectivă, cuprinzând doar cele mai cunoscute versiuni ale unei piese. În coloana „an comp.” este notat anul compunerii piesei în discuție, iar coloana „primul mat. discogr.” desemnează primul material discografic pe care a fost editată piesa. Lipsa („—”) textierului indică o piesă instrumentală; în acest caz, eventualele referiri sunt conținute în titlu. Notația „indisp.” (indisponibil) marchează lipsa unor informații.
Cântecele ce reprezintă conținuturi libere (aflate în domeniul public sau purtătoare ale unor licențe libere precum GNU, CC-BY și CC-BY-SA ale Creative Commons ș.a.) poartă o indicație în dreptul titlului (un mic difuzor albastru) și pot fi descărcate sau utilizate fără restricții.

### 0–9
| Titlul piesei | Interpreți                              | An comp. | Primul mat. discogr. | Compozitor  | Textier                         | Referiri |
| ------------- | --------------------------------------- | -------- | -------------------- | ----------- | ------------------------------- | -------- |
| 7 seconds     | Buppy Brown feat. Simplu și Marius Moga | 2004     | indisp.              | Marius Moga | Buppy Brown, C.R.B.L. și Smiley | —        |

### A
| Titlul piesei                                  | Interpreți                  | An comp. | Primul mat. discogr.   | Compozitor     | Textier        | Referiri |
| ---------------------------------------------- | --------------------------- | -------- | ---------------------- | -------------- | -------------- | --- |
| Amintiri din București                         | Florin Dorian, Trio Armonia | indisp.  | indisp.                | Sile Dinicu    | indisp.        | indisp. |
| Atenție se-nchid ușile (Romania Is My Country) | Vama Veche                  | 1996     | Nu am chef azi! (1998) | indisp.        | indisp.        | Metroul, Eroii Revoluției |
| Aici sunt banii dumneavoastră II               | Taxi                        | 2004     | Politica (2004)        | Dan Teodorescu | Dan Teodorescu | Gropile din: Theodor Pallady, 1 Decembrie, Valea Cascadelor, Tudor Vladimirescu, Oboga, Murgeni, Vâltoarei, Aprodu Purice, Prelungirea Ghencea |

### B
| Titlul piesei                                                                                 | Interpreți                      | An comp. | Primul mat. discogr.                                        | Compozitor                        | Textier                              | Referiri                                                                      |
| --------------------------------------------------------------------------------------------- | ------------------------------- | -------- | ----------------------------------------------------------- | --------------------------------- | ------------------------------------ | ----------------------------------------------------------------------------- |
| Badea neichii, București (alt. Salutare, bătrâne București)                                   | Maria Tănase                    | 1959     | EDA 2778 (1959, Electrecord)                                | Ion Vasilescu și Gherase Dendrino | Puiu Maximilian și N. Constantinescu | A 500-a aniversare a orașului, Bucur, Râul Dâmbovița, Parcul Cișmigiu, Trurli |
| Bonjour Bucarest                                                                              | Nancy Holloway                  | 1967     | Banda originală din filmul «Împușcături pe portativ» (1967) | George Grigoriu                   | indisp.                              | Șoseaua, Parcul Cișmigiu                                                      |
| Bucharest                                                                                     | Blood or Whiskey                | 1996?    | Blood or Whiskey (1996)                                     | indisp.                           | indisp.                              | —                                                                             |
| Bucharest                                                                                     | Kissogram                       | 2009?    | Rubber & Meat (2009)                                        | Jonas Poppe                       | Jonas Poppe                          | —                                                                             |
| București                                                                                     | C.T.C. feat. K-gula și Naigh'ba | indisp.  | Dificultăți tehnice (2005)                                  | indisp.                           | indisp.                              | Micul Paris                                                                   |
| București                                                                                     | La Familia                      | indisp.  | Nicăieri nu-i ca acasă (1998)                               | indisp.                           | indisp.                              | Sălăjan, Balta Albă, Pantelimon, Colentina, Titan, Micul Paris                |
| București, București                                                                          | Gică Petrescu                   | 1952     | indisp.                                                     | Aurel Giroveanu                   | Ion Socol                            | indisp.                                                                       |
| București, București                                                                          | Albatros                        | 1990?    | Albatros, vol. 4 (1991)                                     | indisp.                           | indisp.                              | —                                                                             |
| București e Micul Paris                                                                       | Marina Voica                    | indisp.  | indisp.                                                     | indisp.                           | indisp.                              | Parcul Cișmigiu, Micul Paris, Calea Victoriei, Ateneul Român, Șoseaua         |
| București, măi București (alt. Bucureștiul meu iubit; București, București, fratele meu ești) | Gică Petrescu                   | indisp.  | indisp.                                                     | Ion Vasilescu                     | N. Constantinescu și Aurel Felea     | Obor, Colentina                                                               |
| București, oră exactă                                                                         | Gabi Luncă                      | indisp.  | indisp.                                                     | indisp.                           | indisp.                              | —                                                                             |
| Bucureștiul meu                                                                               | Florin Dorian                   | indisp.  | indisp.                                                     | Elly Roman                        | indisp.                              | indisp.                                                                       |

### C
| Titlul piesei                                                                       | Interpreți                                        | An comp. | Primul mat. discogr.  | Compozitor         | Textier                            | Referiri                                        |
| ----------------------------------------------------------------------------------- | ------------------------------------------------- | -------- | --------------------- | ------------------ | ---------------------------------- | ----------------------------------------------- |
| Calea Griviței                                                                      | Luigi Ionescu                                     | 1962     | 1962                  | Henry Mălineanu    | N.Constantinescu și G.Voinescu     |                                                 |
| Calea Victoriei                                                                     | Luigi Ionescu                                     | 1961?    | indisp.               | Costel Zaharia     | Angel Grigoriu și Romeo Iorgulescu | Calea Victoriei, Blocul turn, Ateneul Român     |
| Când te-aduce trenu-n București                                                     | Luigi Ionescu                                     | 1959?    | indisp.               | indisp.            | indisp.                            | A 500-a aniversare a orașului, Bucur            |
| Cântec despre București                                                             | Anda Călugăreanu                                  | 1983     | Mitică Popescu (1985) | Nicu Alifantis     | Al. Andrieș                        | —                                               |
| Cântec despre femei                                                                 | Mitică Popescu                                    | 1983     | Mitică Popescu (1985) | Nicu Alifantis     | Al. Andrieș                        | Ateneul Român, Șoseaua                          |
| Cântec pentru prietenii din București (alt. Dar prietenesc, orig. Привет Бухаресту) | Mark Bernes, Gleb Romanov, Gică Petrescu          | 1959     | indisp.               | Modest Tabacinikov | I. Helemski și C. Pastramă         | —                                               |
| Cele mai frumoase fete                                                              | Gică Petrescu                                     | 1961     | 1961                  | Henry Mălineanu    | N.Constantinescu și G.Voinescu     |                                                 |
| Cine știe unde-i centru-n București?                                                | Simona Cassian și Trio Grigoriu; Cristian Popescu | 1960     | indisp.               | Mișu Iancu         | Mircea Block                       | Ferentari, Floreasca, Tei, Obor, Calea Griviței |
| Constantin și Veronica                                                              | Mircea Vintilă                                    | indisp.  | indisp.               | Mircea Vintilă     | indisp.                            | —                                               |

### D
| Titlul piesei               | Interpreți                     | An comp. | Primul mat. discogr.     | Compozitor            | Textier                        | Referiri                     |
| --------------------------- | ------------------------------ | -------- | ------------------------ | --------------------- | ------------------------------ | ---------------------------- |
| Două lacrimi gemene         | Ion și Doina Aldea Teodorovici | indisp.  | Clopotul Învierii (1997) | Ion Aldea Teodorovici | Ion și Doina Aldea Teodorovici | —                            |
| Draga mea din București     | Luigi Ionescu                  | 1984?    | indisp.                  | Temistocle Popa       | indisp.                        | —                            |
| Dragi prieteni, sus paharul | Gică Petrescu                  | indisp.  | indisp.                  | indisp.               | indisp.                        | Băneasa, Șoseaua, Doi Cocoși |
| De aici începe totul        | Ad litteram                    |          |                          |                       |                                |                              |

### E
| Titlul piesei           | Interpreți         | An comp. | Primul mat. discogr. | Compozitor | Textier | Referiri |
| ----------------------- | ------------------ | -------- | -------------------- | ---------- | ------- | -------- |
| E primăvară-n București | Aurelian Andreescu | 1966     | indisp.              | Ion Stavăr | indisp. | indisp.  |

### F
| Titlul piesei           | Interpreți                                       | An comp. | Primul mat. discogr.                  | Compozitor    | Textier                                          | Referiri    |
| ----------------------- | ------------------------------------------------ | -------- | ------------------------------------- | ------------- | ------------------------------------------------ | ----------- |
| Fără bani (Micul Paris) | B.U.G. Mafia                                     | indisp.  | Întotdeauna pentru întotdeauna (2000) | indisp.       | Dragoș „Caddy” Vlad Neagu și Alin „Uzzi” Demeter | Micul Paris |
| Fetițele din București  | A. Andreescu, Gică Petrescu, Daniel Iordăchioaie | 1934     | indisp.                               | Ion Vasilescu | N. Vlădoianu și N. Constantinescu                | —           |
| Fița Bucureștiului      | Florin Salam                                     | 2009?    | indisp.                               | indisp.       | indisp.                                          | —           |
| Frumos ești, București  | Anca Agemolu, Gigi Marga                         | 1955     | indisp.                               | Radu Șerban   | Ion Socol                                        | Șoseaua     |

### G
| Titlul piesei | Interpreți     | An comp. | Primul mat. discogr. | Compozitor      | Textier        | Referiri     |
| ------------- | -------------- | -------- | -------------------- | --------------- | -------------- | ------------ |
| Gara de Nord  | Corina Chiriac | 1983     | Corina (1985)        | Temistocle Popa | Ovidiu Dumitru | Gara de Nord |

### H
| Titlul piesei                      | Interpreți                             | An comp. | Primul mat. discogr. | Compozitor                      | Textier                          | Referiri                                                 |
| ---------------------------------- | -------------------------------------- | -------- | -------------------- | ------------------------------- | -------------------------------- | -------------------------------------------------------- |
| Hai să-ți arăt Bucureștiul noaptea | C-tin Drăghici, Gigi Marga, N. Nițescu | 1937     | indisp.              | Ion Vasilescu                   | Eugen Mirea și N. Constantinescu | Șoseaua, Ateneul Român, Fântâna Miorița, Calea Victoriei |
| Hanul lui Manuc                    | Mircea Vintilă                         | indisp.  | Bade Ioane (1977)    | Mircea Vintilă                  | Adrian Păunescu                  | Hanul lui Manuc                                          |
| Hotel Cișmigiu                     | Vama Veche                             | 1976     | Vama Veche (1999)    | D. Felder, G. Frey și D. Henley | Cristian Iacob                   | Hotel Cișmigiu                                           |

### Î
| Titlul piesei                                      | Interpreți                                      | An comp. | Primul mat. discogr.         | Compozitor      | Textier                                                                       | Referiri       |
| -------------------------------------------------- | ----------------------------------------------- | -------- | ---------------------------- | --------------- | ----------------------------------------------------------------------------- | -------------- |
| În Bucureștiul iubit (rus. В любимом Бухаресте)    | Florin Dorian, Jean Păunescu, Vladimir Buncicov | 1950     | indisp.                      | Mauriciu Vescan | Nicolae Nasta, Ștefan Iureș și Ion Hobană; I. Belinski (varianta în lb. rusă) | —              |
| Încet                                              | Vița de Vie                                     | 1997?    | Rahova (1997)                | indisp.         | indisp.                                                                       | Titan          |
| În stație la Lizeanu (alt. Domnișoară, domnișoară) | Azur                                            | indisp.  | indisp.                      | indisp.         | indisp.                                                                       | Lizeanu        |
| În Târgul Moșilor (alt. Azi Maria lui Tănase)      | Maria Tănase                                    | 1957     | EDA 2778 (1959, Electrecord) | Temistocle Popa | Val Cebotenco                                                                 | Târgul Moșilor |

### L
| Titlul piesei           | Interpreți                   | An comp. | Primul mat. discogr. | Compozitor      | Textier       | Referiri  |
| ----------------------- | ---------------------------- | -------- | -------------------- | --------------- | ------------- | --------- |
| La crâșma din Ferentari | Gică Petrescu, Irina Loghin  | indisp.  | indisp.              | Aurel Giroveanu | Nicu Kanner   | Ferentari |
| La margine de București | Gică Petrescu, Ionela Prodan | 1939     | indisp.              | Ion Vasilescu   | Ion Vasilescu | —         |
| La Șosea                | Surorile Cosak               | indisp.  | indisp.              | Fromy Moreno    | Mircea Block  | indisp.   |

### M
| Titlul piesei            | Interpreți                        | An comp. | Primul mat. discogr.           | Compozitor     | Textier     | Referiri               |
| ------------------------ | --------------------------------- | -------- | ------------------------------ | -------------- | ----------- | ---------------------- |
| Mademoiselle de Bucarest | Matelo Ferret                     | indisp.  | indisp.                        | Matelo Ferret  | —           | —                      |
| Marijuana                | B.U.G. Mafia                      | 1997     | Înc-o zi, înc-o poveste (1997) | indisp.        | indisp.     | Pantelimon, Balta Albă |
| Mission Bucharest        | The Pharaos                       | 1999?    | The New Pharaos (1999)         | indisp.        | —           | —                      |
| Mitică-i fericit         | Dinu Manolache și Monica Mihăescu | 1983     | Mitică Popescu (1985)          | Nicu Alifantis | Al. Andrieș | Casa Capșa             |

### N
| Titlul piesei             | Interpreți                  | An comp. | Primul mat. discogr.                   | Compozitor      | Textier               | Referiri        |
| ------------------------- | --------------------------- | -------- | -------------------------------------- | --------------- | --------------------- | --------------- |
| Noapte bună, București    | Dan Spătaru, Angela Similea | indisp.  | indisp.                                | Temistocle Popa | Mircea Block          | —               |
| Noapte bună, București    | Ombladon feat. Guess Who    | indisp.  | Cel mai prost din curtea școlii (2007) | indisp.         | Ombladon și Guess Who | Micul Paris     |
| Noapte-n Sălăjan          | La Familia feat. il-egal    | 1997     | Băieți de cartier (1997)               | indisp.         | indisp.               | Sălăjan         |
| Nopți cu lună-n București | Florin Dorian               | 1956     | EDA 2567 (1958, Electrecord)           | Sile Dinicu     | Cristian Demco        | Parcul Cișmigiu |

### O
| Titlul piesei         | Interpreți        | An comp. | Primul mat. discogr.      | Compozitor | Textier | Referiri     |
| --------------------- | ----------------- | -------- | ------------------------- | ---------- | ------- | ------------ |
| Odă (În Piața Romană) | Omul cu Șobolani  | 2001?    | Ne punem în cap (2001)    | indisp.    | indisp. | Piața Romană |
| O noapte la șosea     | Gabriel Dorobanțu | indisp.  | În lumea romantică (2004) | indisp.    | indisp. | Șoseaua      |

### P
| Titlul piesei             | Interpreți                                                    | An comp. | Primul mat. discogr.           | Compozitor      | Textier           | Referiri                                                                               |
| ------------------------- | ------------------------------------------------------------- | -------- | ------------------------------ | --------------- | ----------------- | -------------------------------------------------------------------------------------- |
| Pantelimonul petrece      | B.U.G. Mafia                                                  | 1996     | Înc-o zi, înc-o poveste (1996) | indisp.         | indisp.           | Pantelimon                                                                             |
| Piața Romană nr. 9        | Nicu Alifantis                                                | indisp.  | Piața Romană nr. 9 (1988)      | Nicu Alifantis  | Alexandru Andrieș | Piața Romană                                                                           |
| Plimbare prin București   | Victoria                                                      | indisp.  | indisp.                        | Robert Flavian  | indisp.           | indisp.                                                                                |
| Plimbare prin București   | M. Popescu și A. Călugăreanu                                  | 1983     | Mitică Popescu (1985)          | Nicu Alifantis  | Alexandru Andrieș | Calea Victoriei, Șoseaua, Statuile lui M. Kogălniceanu, Mihai Viteazul și C.A. Rosetti |
| Plimbare prin restaurante | M. Popescu și Sorin Medeleni                                  | 1983     | Mitică Popescu (1985)          | Nicu Alifantis  | Alexandru Andrieș | Casa Capșa, Gara de Nord                                                               |
| Podul Grant               | Gică Petrescu și Trio Grigoriu; Alexandru Jula și Ionel Miron | 1959     | indisp.                        | George Grigoriu | indisp.           | Podul Grant                                                                            |
| Prolog 1                  | Anda Călugăreanu                                              | 1983     | Mitică Popescu (1985)          | Nicu Alifantis  | Alexandru Andrieș | Ateneul Român, Șoseaua                                                                 |

### R
| Titlul piesei | Interpreți  | An comp. | Primul mat. discogr. | Compozitor | Textier | Referiri       |
| ------------- | ----------- | -------- | -------------------- | ---------- | ------- | -------------- |
| Rahova        | Vița de Vie | 1997?    | Rahova (1997)        | indisp.    | indisp. | Berea „Rahova” |

### S
| Titlul piesei               | Interpreți                         | An comp. | Primul mat. discogr.                | Compozitor        | Textier                                    | Referiri         |
| --------------------------- | ---------------------------------- | -------- | ----------------------------------- | ----------------- | ------------------------------------------ | ---------------- |
| S-a înnoptat în Cișmigiu    | Dorina Drăghici și Nicolae Nițescu | indisp.  | indisp.                             | Elly Roman        | Aurel Felea                                | Parcul Cișmigiu  |
| Salutare, bătrâne București | Dorel Livianu                      | indisp.  | indisp.                             | Ion Vasilescu     | Eugen I. Mirea                             |                  |
| Scrisoarea unui bucureștean | Dan Spătaru                        | indisp.  | Nu m-am gîndit la despărțire (1983) | Vasile Veselovski | Mihai Maximilian                           | indisp.          |
| Serenada Bucureștiului      | Trio Armonia                       | 1961     | indisp.                             | Florentin Delmar  | Eugen Mirea și Sașa Georgescu              | Podul Grant      |
| Spune-mi mie, București     | Ștefan Bănică sr.                  | indisp.  | indisp.                             | indisp.           | indisp.                                    | —                |
| Strada Popa Nan             | Mircea Vintilă                     | indisp.  | Peripeții noi (1984)                | Mircea Vintilă    | Dorin Liviu Zaharia                        |                  |
| Strada Speranței            | Corina Chiriac                     | 1983     | Corina (1985)                       | Vasile Veselovski | Mihai Maximilian                           | Strada Speranței |
| Străzile                    | B.U.G. Mafia feat. Mario           | indisp.  | Străzile (2005)                     | indisp.           | Uzzi, Mario, Caddy și Vlad „Tataee” Irimia |                  |

### Ș
| Titlul piesei           | Interpreți   | An comp. | Primul mat. discogr.           | Compozitor | Textier | Referiri  |
| ----------------------- | ------------ | -------- | ------------------------------ | ---------- | ------- | --------- |
| Șase cai prin București | Denisa       | 2009     | Șase cai prin București (2009) | indisp.    | indisp. | —         |
| Șmecherii din București | Tineret 2000 | indisp.  | indisp.                        | indisp.    | indisp. | Ferentari |

### T
| Titlul piesei                | Interpreți                   | An comp. | Primul mat. discogr.          | Compozitor      | Textier        | Referiri        |
| ---------------------------- | ---------------------------- | -------- | ----------------------------- | --------------- | -------------- | --------------- |
| Tangoul Bucureștiului        | Corina Chiriac               | 1975     | indisp.                       | Aurel Giroveanu | Tiberiu Utan   | indisp.         |
| Te-aștept diseară-n Cișmigiu | Jean Moscopol, Jean Păunescu | indisp.  | indisp.                       | Ion Vasilescu   | indisp.        | Parcul Cișmigiu |
| Toamna în Cișmigiu           | Nicolae Nițescu              | indisp.  | EDA 3043 (1961, Electrecord)  | Sile Dinicu     | Cristian Demco | indisp.         |
| Trăsurica lui Bucur          | Nicolae Nițescu              | 1957     | indisp.                       | Paul Urmuzescu  | Sașa Georgescu | indisp.         |
| Trenul galben fără cai       | Angela Similea               | 1983     | indisp.                       | Marcel Dragomir | George Țărnea  |                 |
| Tupeu de borfaș              | La Familia feat. Marijuana   | indisp.  | Nicăieri nu-i ca acasă (1998) | indisp.         | indisp.        | Sălăjan         |

### U
| Titlul piesei                        | Interpreți    | An comp. | Primul mat. discogr.           | Compozitor      | Textier      | Referiri |
| ------------------------------------ | ------------- | -------- | ------------------------------ | --------------- | ------------ | -------- |
| Undeva, pe-o stradă mică-n București | Gică Petrescu | 1970?    | EDC 10.164 (1971, Electrecord) | Temistocle Popa | Mircea Block | —        |

### V
| Titlul piesei                     | Interpreți                                  | An comp. | Primul mat. discogr.      | Compozitor       | Textier                           | Referiri |
| --------------------------------- | ------------------------------------------- | -------- | ------------------------- | ---------------- | --------------------------------- | -------- |
| Vera from Bucharest               | Chava Alberstein                            | 2003?    | End of the Holiday (2004) | Chava Alberstein | Nadav Levitan                     | —        |
| Vrei să ne-ntâlnim sâmbătă seară? | Dorel Livianu, Gică Petrescu, Jean Moscopol | 1934     | indisp.                   | Ion Vasilescu    | N. Vlădoianu și N. Constantinescu | Șoseaua  |